# Năn ngọt
Năng lùn, năng ngọt, năng bộp, cỏ năng, cỏ năng ống, cỏ năng bông đơn hay mã thầy là một loại cỏ năng mọc hoang trên những cánh đồng ngập nước (cả nước mặn và nước ngọt), thuộc chi Cỏ năng (Eleocharis), họ Cói (Cyperaceae), có danh pháp khoa học Eleocharis dulcis Burm.f.. Đây là loài bản địa của châu Á (Trung Quốc, Nhật Bản, Ấn Độ, Philippines...), Úc, nhiệt đới châu Phi, và nhiều quần đảo khác trong Thái Bình Dương và Ấn Độ Dương. Chúng được thu hái và sử dụng như một loại rau ăn sống hoặc chế biến nhiều món ăn tại Việt Nam. Củ của nó cũng ăn được nên có tên gọi là củ năng.

## Đặc điểm

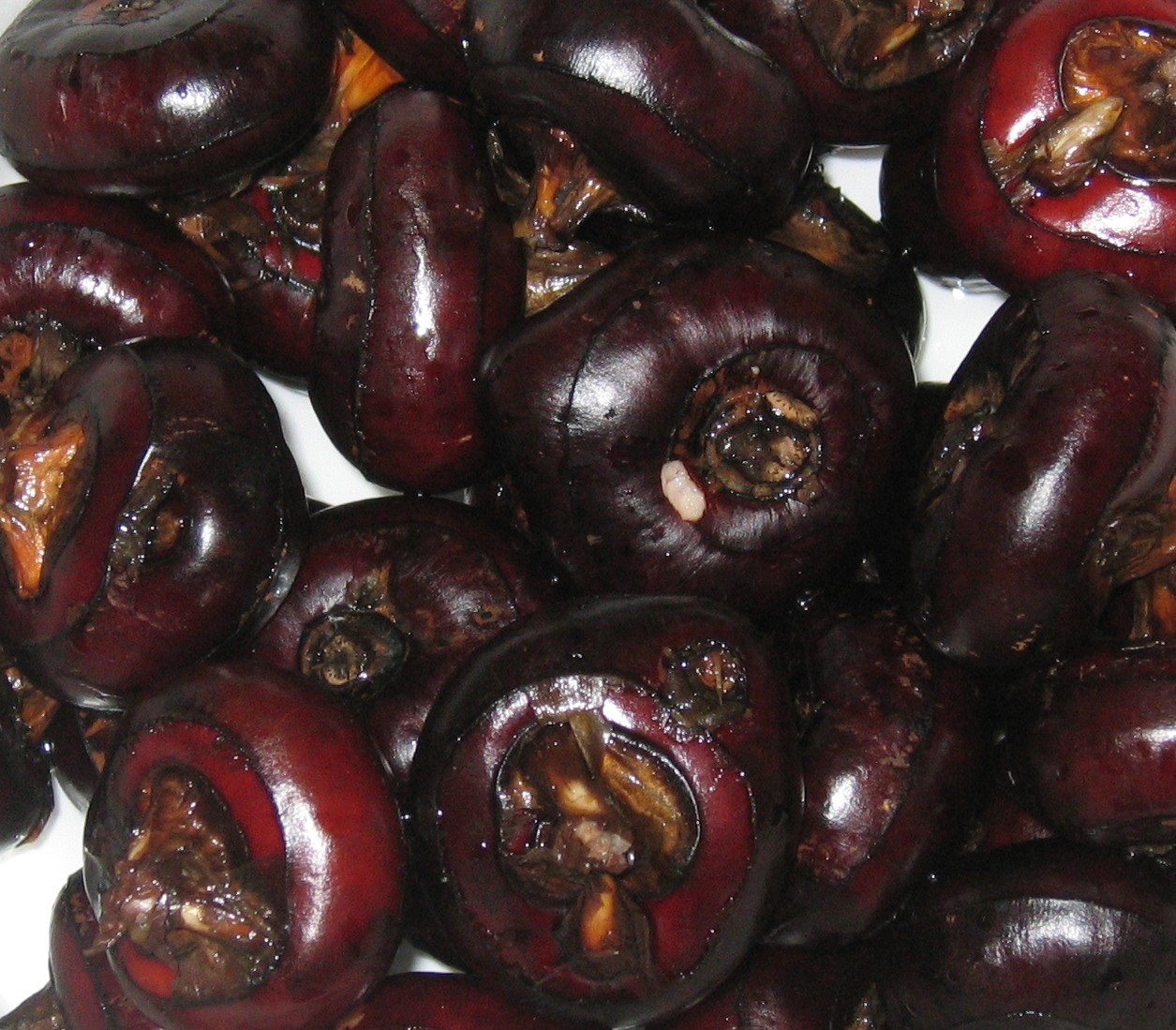
Củ Năn.

Cây năn ngọt có thể cao đến 1,5 m. Củ năn ngọt là một dạng giả thân hành. Củ năn ngọt giàu carbohydrat (khoảng 90% khối lượng tính theo chất khô), nhất là tinh bột (chiếm 60% chất khô). Loại củ này cũng giàu chất xơ, riboflavin, vitamin B6, kali, đồng, và mangan.

## Sử dụng
Thịt củ màu trắng, giòn và có thể dùng để ăn sống, luộc sơ, nướng, làm dưa món hoặc đóng hộp. Tại Trung Quốc, người ta còn nghiền củ năng ngọt thành bột để làm bánh. Đây là một trong số ít rau củ vẫn giữ được mùi vị đặc trưng ngay cả sau khi được nấu chín hoặc đóng hộp, bởi vì thành tế bào thịt củ tạo nên các liên kết chéo và được củng cố bởi các hợp chất phenol. Một số loại củ cũng có tính chất tương tự, như là củ sen.
Nếu không được nấu chín, củ năng ngọt có thể là tác nhân truyền Fasciolopsiasis gây bệnh.